# Igreja Paroquial de Nossa Senhora da Porta do Céu
A Igreja Paroquial de Nossa Senhora da Porta do Céu é uma igreja localizada em Telheiras, na freguesia do Lumiar, em Lisboa. Pertenceu ao convento de religiosos franciscanos de Portugal, tendo sido edificada em 1633 a mando de D. João, Príncipe de Cândia, na Ásia (1578-1642). Ali se encontra o seu túmulo.

## História

### Das origens
O mosteiro e igreja ligados à invocação de Nossa Senhora das Portas do Céu, em Telheiras, Lisboa, têm origens que remontam ao século XIII, altura em que as Chancelarias de D. Afonso II mencionaram a propriedade “Teleiras” como parte dos bens do Mosteiro de São Vicente de Fora. Contudo, uma presença religiosa mais formal apenas se dá no local a partir do século XVII.

### A fundação do convento por D. João de Cândia (século XVII)

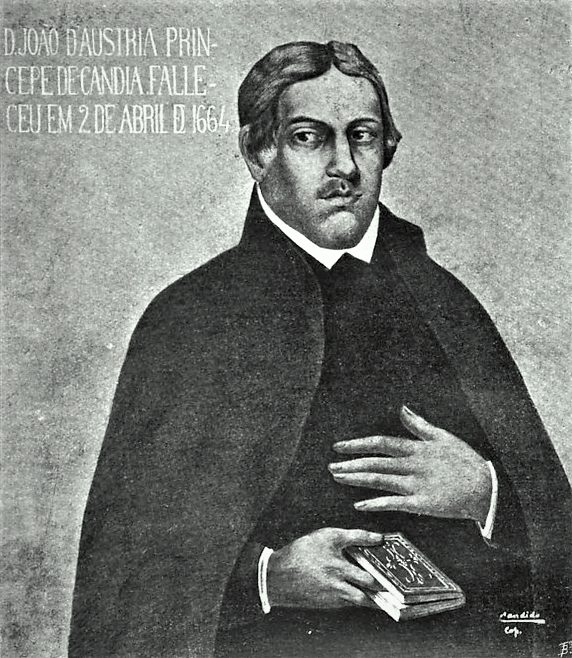
D. João, Príncipe de Cândia

Em 1614, já existia no sítio uma pequena ermida dedicada à Senhora do Céu, onde foi sepultada uma mulher de nome Violante Dias. Posteriormente, em 1625, D. João de Cândia, um nobre residente num palácio à entrada da Mouraria, adquiriu um terreno em Telheiras que, com o tempo, passaria a ser conhecido como: Quinta do Príncipe, Quinta de D. João, Quinta de Telheiras, ou Quinta do Convento. Ali, D. João procedeu a uma série de construções e ampliações, incluindo a edificação de um oratório, e fundou a Irmandade de Nossa Senhora das Portas do Céu, cuja celebração anual ocorria no terceiro domingo de Junho. D. João doou ao oratório quatro castiçais de prata, uma lâmpada grande e seis balaústres, também de prata.
Entre 1632 e 1633, D. João de Cândia fundou um convento franciscano dedicado a Nossa Senhora das Portas do Céu, destinado à convalescença dos frades franciscanos. A construção do convento foi realizada junto a uma torre antiga com cerca de 28 a 30 metros de altura, e, em 1633, foi eleito o seu confessor, Frei Manuel do Sepulcro.
Em 1642, D. João redigiu o seu testamento na véspera da sua morte, com o intuito de garantir que as peças de tapeçaria, prata, alfaias litúrgicas e outros bens doados ao convento não fossem vendidos. Faleceu no início de Abril desse ano, na sua residência na Rua Direita da Mouraria, e o elogio fúnebre foi proferido por Frei Manuel da Esperança. Terá sido sepultado na ermida de Telheiras, junto ao altar-mor. Na altura, o oratório estava quase concluído, e a igreja já possuía como capela principal a de Nossa Senhora das Portas do Céu, onde se encontrava uma imagem da padroeira segurando uma chave de prata.

### A sucessão de D. João de Cândia
Após a morte de D. João de Cândia em 1642, Frei Manuel da Esperança foi designado para governar o Convento de Telheiras, liderando cinco frades sob regime de clausura. Sucedeu-lhe Frei Manuel do Sepulcro, a quem se atribui a construção do retábulo da capela-mor e do sacrário, além da introdução de novas peças de prata doadas por nobres, como uma custódia, que substituíram as peças roubadas anteriormente. No interior da igreja, destacava-se um tecto de estuque com a representação da Virgem com o Menino. No altar-mor, além de uma grande imagem da padroeira em camarim e trono de talha dourada, figuravam quatro outras imagens: do lado do Evangelho, Nossa Senhora da Conceição e São Vicente, mais tarde substituído pelo Senhor Jesus da Boa Morte; e do lado da Epístola, Nossa Senhora do Parto e São João Baptista, padroeiro da Freguesia do Lumiar.
Em 14 de Dezembro de 1653, um documento relatou um episódio marcante: Maria Gomes, uma viúva de quarenta anos, libertou-se de um demónio durante uma missa na igreja. Em 1660, a Irmandade de Nossa Senhora das Portas do Céu, por falta de um juiz, decidiu dividir entre os irmãos as despesas das celebrações da padroeira. Em 1669, o Conde Barão e seu filho, D. Luís Lobo, residentes no Lumiar, associaram-se à Irmandade.
Em 1671, realizou-se uma cerimónia no Oratório de Telheiras, presidida pelo Comissário Geral Frei José Ximenes Samaniego. Em 1696, uma campanha de obras na igreja foi atestada pelo estado das folhas do portal. Em 1705, Frei Fernando da Soledade registou que na sacristia existia um retrato a óleo de D. João de Cândia.

Em Outubro de 1708, os restos mortais de D. João foram trasladados da Mouraria para a igreja e sobre o túmulo gravou-se a seguinte inscrição, hoje desaparecida:
Aqui jaz o esmerado Sr. D. João de Áustria, Príncipe de Cândia, fundador e padroeiro deste convento. Faleceu no mês de Março de 1642 e ficou em depósito no carneiro debaixo do altar-mor, donde se trasladaram os seus ossos para esta sua sepultura no mês de Outubro de 1708

### Da criação da Irmandade de Nossa Senhora da Conceição à reconstrução pós-terramoto
Em 1729, foi criada na igreja do convento a Irmandade de Nossa Senhora da Conceição. Em 1740, a Irmandade de Nossa Senhora das Portas do Céu passava por uma crise económica. 
Em 1749, D. Maria Ana de Áustria e D. João V aceitaram o cargo de juízes da Irmandade. Entre 1749 e 1758, nas eleições das irmandades, a imagem de São João Baptista passou a figurar ao lado da imagem da padroeira. Durante a segunda metade do século XVIII, relatos indicavam que o convento abrigava regularmente mais de vinte religiosos. Em 1752, o convento viveu um período de grande prosperidade, contando com D. José I e D. Mariana Vitória como juízes da Irmandade.
Em 1755, Sebastião José de Carvalho e Melo, então Secretário de Estado, foi eleito para a presidência da mesa. Nesse mesmo ano, a 1 de Novembro, o terramoto de Lisboa causou danos significativos no edifício. Imediatamente após a catástrofe, deram-se início às obras de reconstrução, que foram assinaladas na fachada do templo actual. Durante o processo de reparação, os serviços religiosos continuaram numa estrutura provisória de madeira, onde foram erguidos três altares. Na igreja, ainda se viam as duas sepulturas erguidas por D. João de Cândia para si e para D. Filipe, seu primo. Entre os membros ilustres da Irmandade desta época, destacavam-se Manuel Gomes de Carvalho e Silva, tenente-general de Artilharia; Joaquim Miguel Lopes de Larre, secretário de Sua Majestade no Conselho Ultramarino; e Francisco Xavier de Melo, secretário de Sua Majestade no Conselho de Guerra, ambos desempenhando o papel de mordomos da capela.
Em 1758, a igreja foi palco de uma cerimónia em memória de Josefa Maria da Cruz e Silva, esposa de João Teixeira da Costa, residentes em Telheiras. O marido organizou a trasladação dos restos mortais de Josefa para um magnífico mausoléu construído na igreja, onde se realizou um elogio fúnebre proferido por Frei António Andrade. A 4 de Maio desse ano, nas Memórias Paroquiais, Feliciano Luís Gonzaga mencionou que o convento ainda funcionava em barracas erguidas na cerca, com três altares, enquanto os túmulos na igreja se mantinham intactos.
Em 1759, a mordomia da capela foi confiada a figuras da família real e da nobreza, incluindo a futura D. Maria I, as infantas D. Maria Ana, D. Maria Francisca Doroteia e D. Maria Francisca Benedita, o infante D. Pedro, o infante D. Manuel, D. António e o futuro arcebispo primaz de Espanha, D. Gaspar.
Em 1768, concluíram-se as obras de reconstrução da igreja, incluindo a instalação de cinco sinos – três maiores e dois menores – e de um relógio na torre. É também possível que, por essa época, tenha sido colocado o órgão para acompanhar os cânticos litúrgicos.
Em 1782, a rainha interveio para encerrar o litígio sobre a herança de D. João de Cândia. No final do século XVIII, foi acrescentado o emblema que coroa o arco da capela-mor. Em 1822, houve a última menção ao retrato de D. João de Cândia na sacristia.

### A guerra civil e expulsão das ordens religiosas
Em 1833, no contexto das guerras entre liberais e miguelistas, a igreja sofreu um saque devastador, que resultou na destruição completa da biblioteca conventual. O Inventário Geral do Convento, iniciado pouco depois, revelou o estado desolador em que o local se encontrava: já não existiam a livraria, o cartório, os utensílios de cozinha, a enfermaria, nem objectos preciosos. Apenas restavam na igreja cinco altares — o altar-mor e quatro laterais —, dois púlpitos, um guarda-vento, uma teia recente, quatro confessionários e treze imagens, incluindo a de Nossa Senhora das Portas do Céu, vestida de seda, além de diversas outras representações de santos. Na sacristia ainda se encontravam seis imagens e dois painéis de tamanho significativo: um retratando o Príncipe de Cândia e outro de São Francisco. Quanto aos bens imóveis, o convento ainda dispunha do edifício principal, com o rés-do-chão, oficinas, dormitórios no andar superior, a igreja, a sacristia e a cerca murada.
Com a extinção das ordens religiosas em 1834, os frades abandonaram as instalações conventuais, embora as missas continuassem por mais um ano sob a responsabilidade dos dois frades que permaneceram, Frei António e Frei Luís. Nesse período, ocorreu também o roubo dos sinos de bronze. O Auto de Supressão referiu a existência de oito frades no Oratório, entre os quais Frei António da Piedade Ferreira, que recebeu um subsídio do Tesouro Público em reconhecimento pela sua permanência no convento.
Em 1835, o Auto de Posse descreveu as dependências do convento, destacando o pavimento térreo com refeitório, cozinha e oficinas anexas, além de dois andares superiores que abrigavam dormitórios, formados por um corredor e diversas celas. O conjunto contava ainda com uma área rústica que incluía uma cerca com vinha, árvores frutíferas, um pequeno canavial, três tabuleiros de horta, um poço com engenho e tanque. Nesse ano, registrou-se o último enterro no interior da igreja.
O Auto de Avaliação de 1836 estimou o valor do convento, da igreja e da sacristia em dez contos de réis, estabelecendo um rendimento anual de 45$000 réis. A cerca foi avaliada em 450$000 réis, com uma renda anual de 22$500 réis, enquanto a igreja e a sacristia foram avaliadas, respectivamente, em 4:500$000 e 1:500$000 réis. O segundo piso do convento possuía dois dormitórios com doze celas e algumas áreas inacabadas, enquanto a sacristia, situada no fundo da igreja, era acedida por dois corredores laterais e tinha duas celas no andar superior.
Até 1841, houve ainda alguns enterros no chamado “claustro” do extinto convento, somando oito sepultamentos ao todo. Em 1843, a igreja foi cedida aos moradores de Telheiras, juntamente com as imagens e objectos de culto que restavam. Em 26 de Janeiro de 1846, o convento foi colocado à venda por Portaria do Ministério da Fazenda.
Em 1857, os moradores tentaram renovar a tradicional festa do Senhor Jesus da Boa Morte, mas a área destinada à feira já havia sido ocupada, tendo sido transformada no jardim de uma residência particular.

Em 1874, o historiador Pinho Leal fez uma breve descrição da igreja, exaltando sua construção em pedraria e a escultura da padroeira, Nossa Senhora das Portas do Céu:
A Igreja é majestosa e construída de excelente pedraria, elegante arquitectura, com quatro capelas muito bem ornadas, com boas pinturas, feitas ainda na vida do fundador, o qual, tendo notícia de que nas Índias de Castela havia um primoroso escultor, lhe encomendou a Imagem da Padroeira [Nossa Senhora das Portas do Céu] que tem um metro e dez de alto e é belíssima. Há também nesta Igreja a Imagem de Nossa Senhora do Governo.

### A influência da Ordem Terceira de São Francisco
Em 1880, a Ordem Terceira de São Francisco assumiu a posse do altar de Nossa Senhora da Conceição, transferido por Pio VI para a Ermida do Sagrado Coração de Maria, actual Igreja Paroquial do Campo Grande. Mais tarde, sob ordem do Cardeal-Patriarca de Lisboa, D. Inácio do Nascimento de Morais Cardoso, a imagem da padroeira foi depositada neste local.
No entanto, em 1882, o edifício mostrava sinais irreversíveis de degradação: as talhas estavam apodrecidas, havia infiltrações de água pelo tecto devido ao roubo de telhas, o chão estava em mau estado e do órgão restavam apenas as teclas. A Irmandade de Nossa Senhora da Conceição tentou impedir que o Governo vendesse a igreja para uso como cocheira, e o edifício foi então entregue à Ordem Terceira, que solicitou a contribuição financeira dos fiéis para as obras de restauro. Mas até o final do século XIX, a degradação do monumento continuou a avançar.

### A igreja actual: restauro, reabertura ao culto e criação da paróquia
Em 1910, durante o conturbado período da implantação da República, a igreja sofreu assalto e profanação de sepulturas. O convento foi ocupado por várias famílias, que usaram materiais como vigas do coro e lápides sepulcrais para adaptar as suas casas. Uma serralharia foi instalada na igreja e uma taberna na entrada.
Em 1927, as duas pedras do sarcófago de D. João de Cândia, incluindo a pedra com inscrição e a pedra de armas, foram recolhidas pelo Museu Arqueológico do Carmo, onde foram colocadas junto à entrada e onde permanecem até hoje.
Em 1940, Caetano de Macedo, um influente morador de Telheiras, obteve o apoio do Presidente do Conselho, António de Oliveira Salazar, e do Cardeal-Patriarca de Lisboa, D. Manuel Gonçalves Cerejeira, para iniciar o restauro da igreja. Nessa campanha, as paredes foram reforçadas, os interiores pintados, um novo telhado foi instalado, pequenos altares substituíram os antigos, o coro-alto foi reconstruído e ossadas do subsolo foram reunidas em dois carneiros de campa rasa.
Finalmente, em 22 de Agosto de 1941, a igreja foi reaberta ao culto. A 25 de Março 1962, o Santíssimo Sacramento foi novamente instalado na igreja, restaurando, assim, sua função religiosa. O antigo espaço conventual cedeu também lugar a uma escola.
Em 1983, depois de ter sido atendida pelas irmãs doroteias, pelos padres franciscanos e por um sacerdote da Companhia de Jesus (Rev. Pe. Alberto), a igreja, ainda parte da Paróquia do Lumiar (São José Baptista), foi confiada aos Padres Marianos (Rev. Pe. Jorge), a partir de 1 de Setembro. Em 1990, o Rev. Pe. José Morais assumiu o cargo da capelania» de Telheiras. 
Em 2002, a EPUL, proprietária do convento, anunciou um projecto de reabilitação. No ano seguinte, foi aprovado um protocolo entre a EPUL, o Patriarcado de Lisboa, a Fábrica da Igreja Paroquial do Lumiar, e o Centro Paroquial de Nossa Senhora do Carmo, permitindo a construção de um edifício para actividades religiosas, culturais e assistenciais em Telheiras, garantindo ainda a cedência de espaço para o agrupamento local de escuteiros e para a Casa Mortuária. Em Julho de 2003, a Câmara Municipal de Lisboa reconheceu a insuficiência da igreja para atender à população católica da área.
A 9 de Janeiro de 2003 faleceu o Rev. Pe. José Morais e, a 15 de Novembro, prevendo-se num futuro próximo a criação da Paróquia, a igreja passou a ser atendida pelo Rev. Pe. Carlos Azevedo.
A 8 de Abril de 2004, Quinta-Feira Santa, foi criada a Paróquia de Nossa Senhora da Porta do Céu e, a 11 de Julho desse ano, foram nomeados o Pároco Rui Rosas da Silva e o Vigário Paroquial (pertencentes à Prelatura da Opus Dei) e a 5 de Setembro deu-se a tomada de posse. Devido ao mau estado da cobertura, a igreja foi fechada ao culto a partir de Novembro.
Em 2006, iniciaram-se as obras de restauro do imóvel e o seu processo de classificação do imóvel, que entrou em vias de classificação em Outubro. Em 2011, foi publicado o projecto de decisão para classificar o edifício como Monumento de Interesse Público, estabelecendo também uma Zona Especial de Protecção.
Em Setembro de 2016, o padre João Paulo Pimentel tomou posse como pároco de Telheiras. Em Setembro de 2017, entrou em funcionamento no espaço do antigo convento e terrenos anexos o Colégio Mira Rio, anteriormente sito no Restelo desde 1978. Com projecto do arquitecto António Lobato Santos, esta instituição escolar é caracterizada por ter apenas estudantes do sexo feminino, da creche ao secundário. 

## Descrição

### Igreja
A igreja é de planta longitudinal simples, com nave única e capela-mor mais estreitas, e torre sineira adossada à fachada lateral esquerda. As fachadas são rebocadas e enquadradas por cunhais apilastrados, embasamentos de cantaria, frisos e cornijas calcários.

#### Fachada principal
A fachada principal, voltada a Norte, é rasgada por um portal de verga recta e moldura dupla de calcário (com duplas pilastras toscanas sobre plintos almofadados). A porta da igreja, em madeira almofadada, contém a data “1696”. Acima do portal surgem, de cada lado, dois pináculos bolbosos e, numa pequena lápide curva central, decorada com um anjo com uma chave, pode ler-se uma inscrição em latim que, traduzida, significa algo como:
Este templo é de Maria e chama-se a Porta do Céu. / Esta casa, tal como foi antigamente construída / pelo Príncipe de Cândia, foi derruída pelo terremoto. / E agora que reina José Primeiro, / não só está restaurada, / mas é uma obra digna de eterna posteridade, / que refulge com o nome do conde de Oeiras. / 1768
Esta inscrição comemora a reconstrução da igreja de Telheiras após o terramoto de 1755, sob patrocínio do Rei e do Conde de Oeiras, futuro Marquês de Pombal.
O friso serve de base ao janelão central, de perfil contracurvado, com moldura de cantaria recortada e remate em espaldar curvo e cornija. Um escudo português com coroa fechada serve de pedra de fecho. No topo, existe ainda um óculo circular preenchido por um florão de oito pontas.
O janelão é flanqueado por duas janelas menores, em arco abatido e enquadramentos similares ao daquele primeiro.

#### Torre sineira
Do lado esquerdo e num plano mais recuado, situa-se a torre sineira, quadrangular. Divide-se em três registos horizontais, definidos por friso e cornija — o inferior com uma fresta na face frontal; o intermédio com um óculo circular; o superior com quatro ventanas em arco pleno, onde se integram os sinos. A torre tem cobertura bolbosa, flanqueada por quatro urnas também em forma de bolbo.

#### Fachadas laterais
As fachadas laterais da igreja e suas dependências são bastante despojadas, e os vãos que nelas se abrem são simples, de moldura rectilínea em cantaria.
A fachada lateral esquerda da igreja, virada a Este, é rasgada por três vãos— uma porta e duas janelas. No corpo da capela-mor, existe outra porta e uma pequena janela.  A fachada lateral direita da igreja, virada a Oeste, é semelhante à esquerda. Na sacristia, rasgam-se seis janelas sobrepostas, três em cada piso.

#### Interior
O interior, de nave única, é rebocado, pavimentado com granito, iluminado por janelas altas e coberto em falsa abóbada de berço abatido. As pilastras e cornijas da nave são em mármore rosa e calcário branco.
Do coro-alto, resta o arco abatido, sustentado por pilastras de cantaria com fustes almofadados, criando falsas estípites. No subcoro, com estrutura de barrote e guarda-pó de madeira, surgem duas portas de verga recta, provavelmente antigos confessionários.
O portal axial está protegido por um guarda-vento de madeira, ladeado de pias de água benta em calcário vermelho, de perfis boleados.
A seguir, dos dois lados, encontram-se duas portas travessas, de verga recta e frontão triangular. A simetria arquitectónica estende-se aos pares de capelas laterais, profundas e rasgadas através de arcos plenos sobre pilastras e fechados com volutas. Os púlpitos quadrangulares, um entre cada capela, são sóbrios e encimados por friso curvo em cantaria vermelha, que serve de prolongamento aos já referidos arcos plenos. Por baixo de cada púlpito, integram-se pequenas portas em arco abatido.
A capela-mor, mais estreita que o corpo principal e alteada por um degrau, abre-se através de um arco triunfal de volta perfeita, sobre colossais pilastras toscanas. Este termina num frontão triangular, de finais do século XVIII, com trabalhada composição em estuque — uma coroa real encima dois brasões (o escudo português e a chave da Porta do Céu), ladeados por decoração vegetalista (um ramo de carvalho e uma palma)
No interior da capela-mor, rasga-se uma tribuna em arco pleno (sustentada por cornija) e uma porta de verga recta de cada lado, dando acesso às antigas tribunas do convento.
Ao centro deste espaço, fica o altar-mor e, na parede do fundo, um enorme nicho em arco pleno, junto ao qual surge um altar paralelepipédico, presidido pela imagem de Nossa Senhora da Porta do Céu. Diante do altar-mor, uma pedra funerária assinala a sepultura do Príncipe de Cândia.
Há no total cinco altares na igreja, para além do já referido altar-mor: o primeiro altar, do lado do Evangelho, é consagrado à Imaculada Conceição; o segundo, do mesmo lado do Evangelho, é consagrado ao Senhor Jesus da Boa Morte; o terceiro, localizado do lado da Epístola, é dedicado a Nossa Senhora do Parto e o quarto altar é consagrado a São João Baptista, orago da freguesia do Lumiar.

### O Convento
As dependências conventuais, bastante degradadas, estão dispostas em forma de L e distribuem-se em três pavimentos. As fachadas são parcialmente revestidas em reboco rosa, apresentando vãos entaipados e cunhais com pilastras, terminando em cornija e beirada simples. A fachada lateral esquerda, voltada a leste, possui um ressalto central com vários vãos entaipados e está inteiramente revestida de cimento. Nas seções laterais, recuadas, há duas janelas de peitoril em cada lado, com moldura em cantaria calcária, sendo a superior parcialmente entaipada. No lado direito, observa-se uma porta de grandes dimensões com verga recta, também entaipada.
A fachada lateral direita, voltada a oeste, destaca-se pela presença da igreja e, ao topo, por um pano rebocado e pintado de branco com cunhais apilastrados e terminado em platibanda plena. No piso inferior, abre-se uma janela rectangular, e no superior, uma janela de peitoril e uma de varandim com guarda metálica verde. A fachada posterior divide-se em dois panos: o esquerdo é menor, remodelado, com cunhais em cantaria, reboco branco e remate em platibanda plena, estendendo-se em três pisos. No piso inferior, há um portal em arco abatido e uma janela de peitoril, enquanto nos pisos superiores há três janelas rectangulares com caixilharia de alumínio e vidro simples. O pano direito, em ruínas, apresenta cerca de dez vãos por piso com molduras de cantaria, alguns entaipados e flanqueados por mísulas.
O pátio do convento é formado por duas fachadas, uma voltada a oeste e outra ao norte, que se unem em ângulo de 90 graus. A fachada leste possui sete portas de verga recta no piso inferior e, nos pisos superiores, nove janelas de peitoril com molduras nas extremidades, todas entaipadas. A fachada norte conta com quatro portas de verga recta entaipadas, duas janelas horizontais (uma delas gradeada), uma janela de peitoril e um arco de volta perfeita com impostas salientes, funcionando como acesso principal à área conventual. Nos andares superiores, há seis janelas de peitoril com molduras de cantaria, uma delas com um painel em cantaria. A partir desse ponto, um patamar abobadado em aresta leva a uma porta de verga recta à direita, e à frente, um arco de volta perfeita dá acesso a escadarias de cantaria com três lanços, separados por patins e cobertos por abóbadas de aresta.

## Galeria

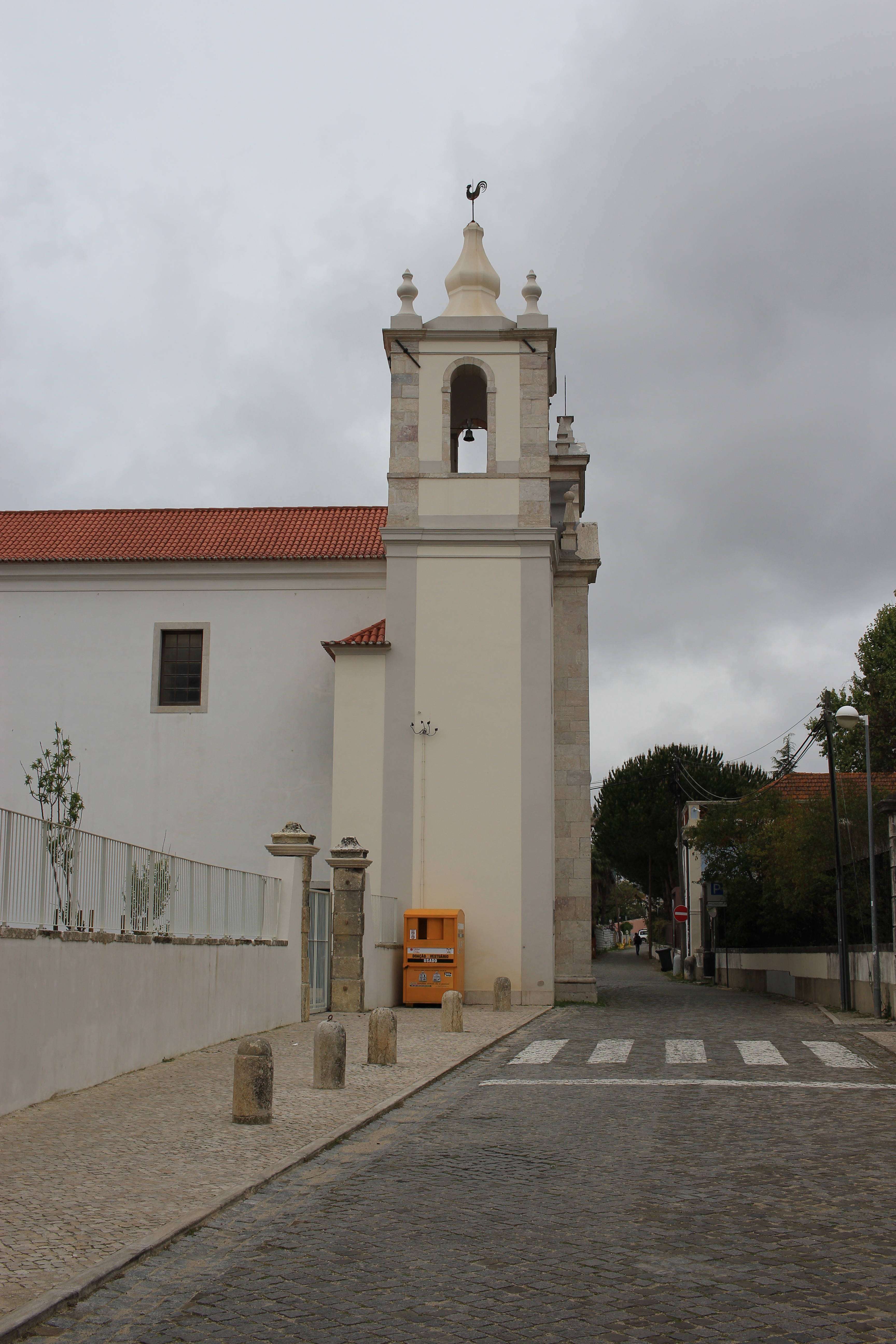
Vista este
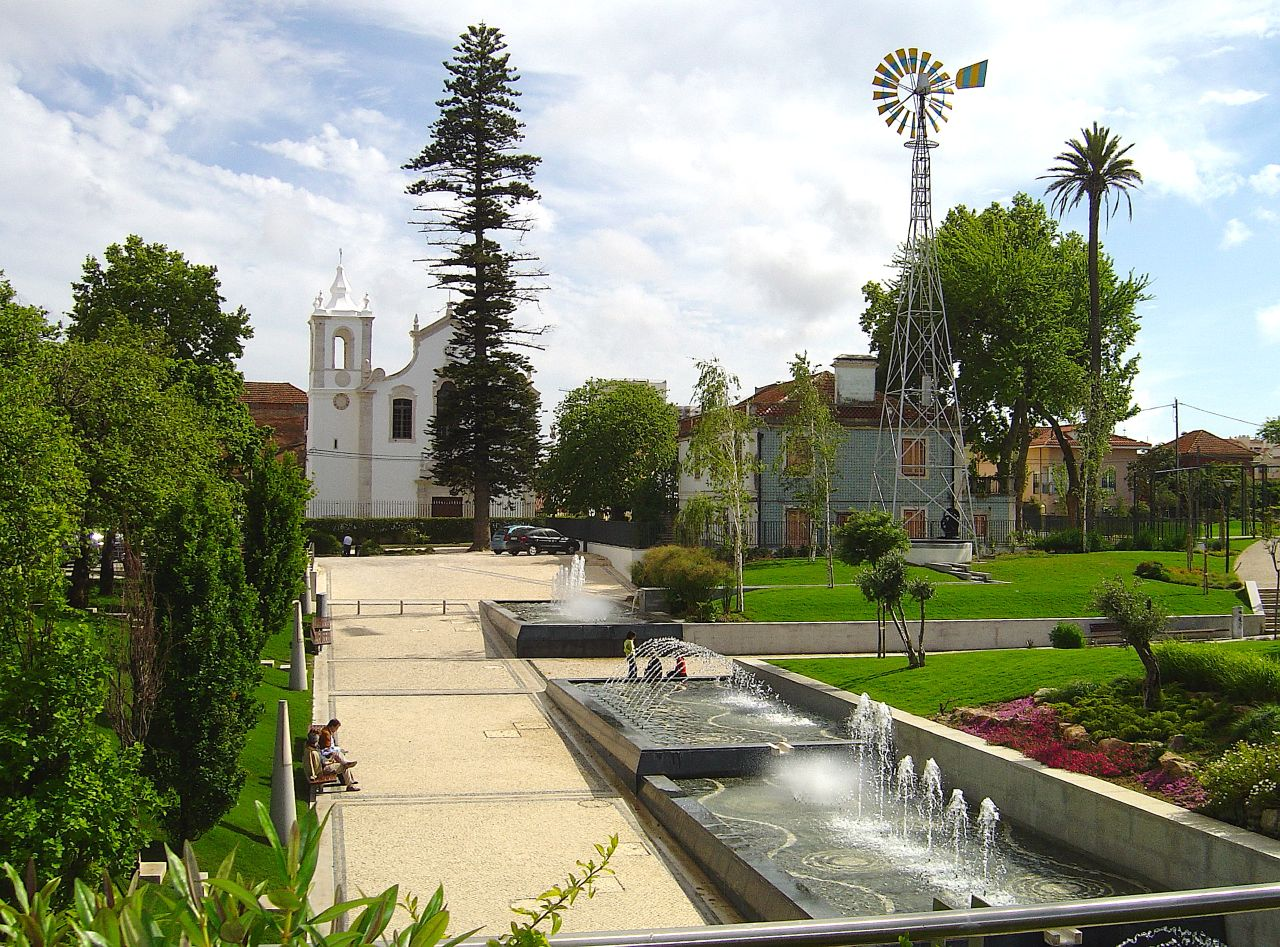
Vista do jardim a norte